# Swimmer
Swimmer es el quinto álbum de estudio del dúo musical Tennis, publicado el 14 de febrero de 2020 a través de su propio sello discográfico Mutually Detrimental.

## Recepción de la crítica
Swimmer recibió críticas generalmente positivas. En Metacritic, el álbum obtuvo un puntaje promedio de 78 sobre 100, basado en 9 críticas, lo cual indica “reseñas generalmente positivas”. Evan Rytlewski, escribiendo para Pitchfork, le dio una calificación de 6.9 sobre 10 y dijo: “Swimmer es en su mayoría dulce y agradable. Cualquier oyente que haya seguido a Moore y Riley durante cinco álbumes seguidos probablemente esté algo interesado en su relación y, una vez más, han recompensado ese interés. ‘I only have certainty when you hold my hand’, canta Moore con ternura en el cierre «Matrimony II». La felicidad doméstica puede no ser la musa más llamativa, pero Tennis se compromete a documentarla con amor”. Jeremy Lukens de Glide Magazine comentó que “El quinto álbum de larga duración de Tennis, Swimmer, es una colección inmersiva de música dream pop que captura todo lo que el dúo hace bien, aunque no se desvía de la fórmula que comenzó con Cape Dory de 2011” y añadió: “Swimmer no alcanza los picos de otros álbumes de Tennis, pero es un álbum sólido que presenta pop de piano compuesto e interpretado por expertos. El oído del dúo para la melodía y la yuxtaposición de música densamente estratificada con escasa instrumentación hacen de Swimmer un álbum introspectivo gratificante que se siente como un recorrido sincero a través de diez años de matrimonio y haciendo música”. Kevin Kearney de PopMatters escribió: “El último álbum de la banda, Swimmer, muestra que solo han seguido avanzando. Es una destilación de todo lo que hacen bien y los establece aún más como un acto pop dinámico y sofisticado digno de salas aún más grandes”.
Steven Ovadia, escribiendo para Northern Transmissions comentó: “Swimmer evoca a King en la forma en que el álbum encubre temas tristes e intensos en un rico pop que recuerda a cantautores como King, pero con toques decididamente más contemporáneos” y añadió que Swimmer es “un álbum sorprendentemente romántico que, en muchos sentidos, trata más sobre el amor que sobre la pérdida”. Holly Hazelwood de Spectrum Culture dijo que ”Con Swimmer, hacen poco para reinventar cualquiera de sus propias ruedas, pero su forma de presentar el progreso incremental y la definición de un álbum a otro es profundamente satisfactoria. Por lo menos, hará un trabajo extraordinario al ayudarte a olvidar que todavía estamos a meses del verano, donde este disco será una experiencia aún más bienvenida”. Beth Winchester de The Young Folks escribió: “En la tierra de los álbumes elevados a más de 50 minutos, Swimmer es relativamente corto con 30 minutos, pero esa duración demuestra la eficiencia del arte de Tennis y la claridad de su misión”.
Tim Sendra, escribiendo para AllMusic, dijo que “se siente como ponen más esfuerzo de lo habitual en crear una experiencia auditiva diversa y completa que está impregnada de su sonido tradicional y, al mismo tiempo, da un paso adelante. Y si no hacia delante, al menos lo suficiente hacia los lados para hacer de Swimmer un soplo de aire fresco”. Mark Moody de Under the Radar escribió: “Partes de Swimmer pueden haber nacido de la adversidad, pero Riley y Moore brillan al final. Las expediciones a vela de la pareja han servido para despejar la cabeza y estimular la creatividad. Ya sea que el día traiga tragedia o alegría, Riley y Moore participan por igual y el marco más sólido del álbum se adapta bien al dúo a largo plazo”. Clare Martin, escribiendo para la revista Paste, le dio una calificación de 7.8 sobre 10 y comentó: “Tras el éxito comercial de Yours Conditionally en 2017, Moore terminó en el hospital con un fuerte ataque de gripe, el padre de Riley, Edward, murió de cáncer y su madre, Karen, fue hospitalizada ‘al borde de un derrame cerebral’, recuerda Moore. Swimmer nació de este período de tiempo desgarrador”.

## Lista de canciones
Todas las canciones escritas y compuestas por Alaina Moore y Patrick Riley. 
| Lista de canciones de Swimmer |                    |          |  |
| N.º                           | Título             | Duración |  |
| 1.                            | «I'll Haunt You»   | 2:32     |  |
| 2.                            | «Need Your Love»   | 3:51     |  |
| 3.                            | «How to Forgive»   | 3:36     |  |
| 4.                            | «Runner»           | 3:36     |  |
| 5.                            | «Echoes»           | 3:24     |  |
| 6.                            | «Swimmer»          | 4:10     |  |
| 7.                            | «Tender as a Tomb» | 2:42     |  |
| 8.                            | «Late Night»       | 3:34     |  |
| 9.                            | «Matrimony II»     | 3:47     |  |

## Créditos
Créditos adaptados desde las notas del álbum.
Tennis
- Alaina Moore – voz principal y coros, teclado, piano, ingeniero de audio, productor
- Patrick Riley – bajo eléctrico, drum programming, guitarra, teclado, ingeniero de audio, productor

Personal adicional
- Johnny Payne – arreglos de cuerdas
- Steve Voss – ingeniero asistente, batería
- Josh Zubot – instrumentos de cuerdas
- Joe LaPorta – masterización
- Claudius Mittendorfer – mezclas

Diseño
- Luca Venter – diseño de portada

## Posicionamiento
| Gráfica (2020)                                   | Pico de posición |
| ------------------------------------------------ | ---------------- |
| Estados Unidos (Billboard Top Album Sales)       | 39               |
| Estados Unidos (Billboard Top Tastemaker Albums) | 15               |
| Estados Unidos (Billboard Vinyl Albums)          | 17               |